# Saint-Bonnet-lès-Allier
Saint-Bonnet-lès-Allier település Franciaországban, Puy-de-Dôme megyében. Lakosainak száma 426 fő (2022. január 1.). Saint-Bonnet-lès-Allier Chauriat, Pérignat-sur-Allier, Saint-Georges-sur-Allier és Mur-sur-Allier községekkel határos.

## Népesség
A település népessége az elmúlt években az alábbi módon változott:
| Lakosok száma | 433  | 435  | 439  | 427  | 423  | 418  | 420  | 424  | 426  |
|               | 2013 | 2015 | 2016 | 2017 | 2018 | 2019 | 2020 | 2021 | 2022 |